# IPadOS
iPadOS es un sistema operativo de código cerrado para tablets desarrollado por Apple Inc. exclusivamente para el iPad. Anunciado en la Apple Worldwide Developers Conference de Apple de 2019. iPadOS es una versión modificada de iOS, con funciones adicionales y optimizaciones para el iPad. Fue lanzado el 24 de septiembre de 2019.

## Historia
Cuando se lanzó el primer iPad en 2010, ejecutaba iPhone OS 3.2. El sistema operativo, que hasta ahora se había utilizado en el iPhone y el iPod Touch, se renombró a iOS con el lanzamiento de iOS 4. Mientras que el iPhone y el iPad inicialmente tenían paridad de características, el iPad continuó recibiendo un conjunto creciente de características diferenciales que no disponible en el iPhone, como Picture-in-Picture y la capacidad de mostrar varias aplicaciones en ejecución simultáneamente, que se introdujeron con iOS 9 en 2015. iOS 11, lanzado en 2017, agregó arrastrar y soltar y un dock más similar al de macOS que eso para el iPhone.
Con el tiempo, el iPad se separó cada vez más del iOS normal, al obtener funciones más exclusivas, por lo que para enfatizar el conjunto exclusivo de funciones disponibles para el iPad, Apple anunció en la WWDC 2019 que la variante de iOS que se ejecuta en dispositivos iPad se renombraría a iPadOS, a partir de 2019 con iPadOS 13.

## Dispositivos soportados
iPadOS admite iPads con un chip Apple A8 / A8X o posterior. El software no es compatible con dispositivos con 1 GB de RAM, incluidos iPad Air, iPad Mini 2 y iPad Mini 3. Los dispositivos compatibles con iPadOS incluyen:
- iPad Air 2
- iPad Air (3.ª generación)
- iPad Air (4.ª generación)
- iPad Air M1 (5.ª generación)
- iPad 2017 (5.ª generación)
- iPad 2018 (6.ª generación)
- iPad 2019 (7.ª generación)
- iPad 2020 (8.ª generación)
- iPad 2021 (9.ª generación)
- iPad 2022 (10.ª generación)
- iPad Mini 4
- iPad Mini (5.ª generación)
- iPad Mini (6.ª generación)
- iPad Pro (todos los modelos)

Una actualización a iPadOS se implementará en los dispositivos compatibles después de su lanzamiento.